# 타스
러시아 통신사 타스(러시아어: Информационное агентство России "ТАСС" 인포르마치온노예 아겐츠트보 로시 "타스"[*]는 러시아의 국영 통신사이다. 전신은 소련의 국영 통신사인 타스(러시아어: Телеграфное Агентство Советского Союза)이다. 본사는 모스크바에 있다.
1992년 이타르타스(러시아어: ИТАР-ТАСС, Информационное Tелеграфное Aгенство России 인포르마치온노예 텔레그라프노예 아겐스트보 로시[*], 문화어: 이따르-따쓰)라는 이름으로 설립했다. 러시아 대통령에 의해서 타스의 권리를 계승한 기관이다. 약칭인 "이타르타스"는 정식 명칭의 단어의 머리 글자를 취한 것에 전신의 약칭을 늘어놓은 것이었다. 2014년 9월 사명을 이타르타스에서 원래 사명이었던 타스로 개칭했다.
2022년 러시아의 우크라이나 침공 이후 로이터와 게티이미지를 포함한 서방 언론사들은 타스가 러시아 정부에 유리한 가짜뉴스를 퍼뜨린다는 이유로 타스와의 관계를 단절했다.

## 연혁
- 1904년 상트페테르부르크 통신사 설립
- 1914년 페트로그라드 통신사 설립(도시명의 개칭에 의해서)
- 1918년 러시아 통신사 설립
- 1925년 국영 소비에트 연방 통신사(타스) 설립
- 1992년 러시아 정보 통신사(이타르타스) 설립
- 2014년 타스로 사명 변경